# Armamar
Armamar – miejscowość w Portugalii, leżąca w dystrykcie Viseu, w regionie Północ w podregionie Douro. Miejscowość jest siedzibą gminy o tej samej nazwie.

## Demografia
| Liczba ludności gminy Armamar (1801–2011) | Liczba ludności gminy Armamar (1801–2011) | Liczba ludności gminy Armamar (1801–2011) | Liczba ludności gminy Armamar (1801–2011) | Liczba ludności gminy Armamar (1801–2011) | Liczba ludności gminy Armamar (1801–2011) | Liczba ludności gminy Armamar (1801–2011) | Liczba ludności gminy Armamar (1801–2011) | Liczba ludności gminy Armamar (1801–2011) | Liczba ludności gminy Armamar (1801–2011) |
| ----------------------------------------- | ----------------------------------------- | ----------------------------------------- | ----------------------------------------- | ----------------------------------------- | ----------------------------------------- | ----------------------------------------- | ----------------------------------------- | ----------------------------------------- | ----------------------------------------- |
| 1801                                      | 1849                                      | 1900                                      | 1930                                      | 1960                                      | 1981                                      | 1991                                      | 2001                                      | 2004                                      | 2011                                      |
| 3 641                                     | 4 882                                     | 12 092                                    | 11 330                                    | 12 159                                    | 9 426                                     | 8 677                                     | 7 492                                     | 7 318                                     | 6 297                                     |

## Sołectwa
Sołectwa gminy Armamar (ludność wg stanu na 2011 r.)
- Aldeias – 337 osób
- Aricera – 157 osób
- Armamar – 1268 osób
- Cimbres – 308 osób
- Coura – 49 osób
- Folgosa – 428 osób
- Fontelo – 641 osób
- Goujoim – 58 osób
- Queimada – 285 osób
- Queimadela – 248 osób
- Santa Cruz – 206 osób
- Santiago – 139 osób
- Santo Adrião – 81 osób
- São Cosmado – 598 osób
- São Martinho das Chãs – 549 osób
- São Romão – 167 osób
- Tões – 147 osób
- Vacalar – 205 osób
- Vila Seca – 426 osób